# HD 12583
HD 12583，又名BD-16 356，SAO 148170、HR 608，是一颗恒星，视星等为5.86，位于銀經181.14，銀緯-69.6，其B1900.0坐标为赤經1h 58m 9.7s，赤緯-15° -69.6′ 16″。